# Ciecz nasycona
Ciecz nasycona – ciecz w "punkcie pęcherzyków", czyli w momencie rozpoczęcia procesu wrzenia podczas ogrzewania przy stałym ciśnieniu.
Na wykresach termodynamicznych wody i pary wodnej ciecz nasycona jest reprezentowana przez linię nasycenia poniżej punktu krytycznego, czyli dla stopnia suchości pary X = 0.
Parametry cieczy nasyconej są istotne szczególnie przy wyznaczaniu własności pary mokrej. Zarówno entalpia jak i entropia pary mokrej jest średnią ważoną entalpii i entropii wody nasyconej i pary nasyconej suchej.